# In Flames
In Flames es una banda de death metal melódico. Fue formada en Gotemburgo, Suecia en 1990, considerada como pionera y de gran influencia en el género del death metal melódico. Desde la concepción de la banda en 1990, han recibido numerosos premios, publicado doce álbumes de estudio y un DVD en vivo. La banda ha gozado de mayor popularidad en los últimos años, tanto en su nativa Suecia como internacionalmente. Hasta la fecha la banda ha vendido más de 3 millones de discos en todo el mundo.

## Historia

### Lunar Strain(1990-1994)
In Flames fue fundada en 1990 por Jesper Strömblad como un proyecto paralelo de su entonces banda de death metal, Ceremonial Oath. Jesper formó In Flames con el propósito de escribir canciones con una dirección musical más melódica, algo que no se le permitía hacer en Ceremonial Oath. En 1993, Jesper decidió dejar Ceremonial Oath debido a diferencias musicales y comenzó a enfocarse más en In Flames. Ese mismo año, Jesper (guitarra, batería, teclados) reclutó a Glenn Ljungström (guitarra), y Johan Larsson (bajo) para así formar la primera alineación oficial de In Flames.
El trío grabó un demo de tres canciones y lo envió a la ahora desaparecida Wrong Again Records. Con el fin de aumentar sus posibilidades de obtener un contrato de grabación, el trío mintió al propietario de la discográfica diciéndole que ya contaban con 13 canciones terminadas. Per Gyllenbäck, el propietario de Wrong Again Records, viendo promesa en la banda, les ofreció un contrato de grabación por teléfono.
Durante 1993, In Flames escribió, grabó, y auto-produjo su primer álbum de estudio, Lunar Strain, en el Studio Fredman. Ya que In Flames no tenía aún un vocalista, Jesper pidió a Mikael Stanne de Dark Tranquillity que prestara su voz para esta grabación. Ese mismo año Lunar Strain fue publicado.
Durante 1994, In Flames grabó y auto-produjo su primer EP, llamado Subterranean, en el estudio Fredman. In Flames aún no tenía vocalista ni baterista permanentes, por lo que las voces para esta sesión estuvieron a cargo de Henke Forss y las pistas de batería corrieron a cargo de Anders Jivarp (de Dark Tranquillity) y Daniel Erlandsson (actual Arch Enemy).

### The Jester Race(1995-1996)
El álbum Subterranean permitió a In Flames salir de la escena underground y les llevó a adquirir un contrato de grabación con la discográfica Nuclear Blast. Para ese entonces los integrantes de In Flames estaban cansados de utilizar músicos de sesión para la grabación de un disco o para shows en vivo, por lo que el trío pidió a Björn Gelotte unirse a la banda como baterista de tiempo completo. Seis meses más tarde se le pidió al vocalista Anders Fridén unirse a la banda. Ese mismo año, la nueva alineación grabó su segundo álbum de estudio, The Jester Race. Este álbum se grabó una vez más en el estudio Fredman, pero a diferencia de álbumes anteriores, este fue coproducido por el propietario del estudio, Fredrik Nordström. En 1995, fue publicado el álbum The Jester Race, con portada de Andreas Marschall, ilustrador habitual de la banda. Posteriormente, In Flames salió de gira con bandas como Samael, Grip Inc., y Kreator.

### Whoracle(1997-1998)
In Flames grabó y lanzó al mercado su tercer álbum de estudio, Whoracle. El cual se grabó en el estudio Fredman y fue una vez más coproducido por Fredrik Nordström. Al término de la grabación, Glenn Ljungström y Johan Larsson inesperadamente anunciaron que dejarían In Flames. Fue entonces cuando Niclas Engelin (guitarra) y Peter Iwers (bajo) fueron contratados para llenar las vacantes durante la gira con Dimmu Borgir. Después de la gira, se les pidió tanto a Niklas Engelin como a Peter Iwers unirse a la banda de manera oficial. Con la nueva alineación, In Flames procedió con su gira europea y tuvo sus dos primeras presentaciones en Japón. Sin embargo, al final de esa gira en 1998, Niklas Engelin dejó In Flames.
En 1998, para llenar la vacante de guitarrista, la banda decidió cambiar a Björn Gelotte de su puesto como baterista al de guitarrista, y Daniel Svensson fue contratado para hacerse cargo de la batería.

### Colony(1999)
La nueva alineación grabó el cuarto álbum de estudio para la banda, Colony. Este álbum se grabó una vez más en el estudio Fredman y fue coproducido por Fredrik Nordström. Posteriormente, In Flames estuvo de gira por Europa, Japón, y tuvo su primer show en los Estados Unidos durante el Milwaukee Metal Fest.

### Clayman(2000-2001)
In Flames grabó y lanzó su quinto álbum de estudio, Clayman. Este álbum se grabó una vez más en el estudio Fredman, con coproducción de Fredrik Nordström. Posteriormente, In Flames hizo algunas giras con bandas como Dream Theater, Slipknot, y Testament. En agosto del 2001, In Flames lanzó el álbum The Tokio Showdown, un álbum grabado en vivo durante la gira japonesa de noviembre del año 2000.

### Reroute to Remain(2002-2003)
In Flames lanzó su sexto álbum de estudio, Reroute to Remain. Dicho álbum a diferencia de álbumes anteriores, posee un estilo diferente, más orientado al metal alternativo pero sin dejar del lado su característico death melódico, además de que no fue grabado en estudio Fredman y tampoco fue producido por Fredrik Nordström. La grabación del álbum tomo lugar en el estudio Dug-Out y contó con Daniel Bergstrand como productor. Ese año la banda estuvo de gira con bandas como Slayer, Soulfly, y Mudvayne.

### Soundtrack to Your Escape(2004-2005)
In Flames grabó su séptimo álbum de estudio, Soundtrack To Your Escape. La mayor parte del álbum fue grabada en una casa de alquiler en Dinamarca, solamente la batería fue grabada en el estudio Dug-Out. Este álbum fue producido nuevamente por Daniel Bergstrand. El 2004, vio el lanzamiento de Soudtrack to Your Escape. Soundtrack to Your Escape aumentó considerablemente la popularidad de la banda, vendiendo 100.000 copias en los Estados Unidos y resultando con un sencillo en la posición número 2 en las listas de popularidad suecas con «The Quiet Place». La subsiguiente gira mundial vio a la banda hacer su primer viaje a Australia. Posteriormente, In Flames estuvo de gira con bandas como Judas Priest, Motley Crüe, y Motörhead. In Flames también encabezó el segundo estrado en el festival Ozzfest 2005.

### Come Clarity(2006-2007)
In Flames grabó y auto-produjo su octavo álbum de estudio, Come Clarity, en estudio Dug-Out. Ese mismo año, In Flames lanzó Used and Abused: In Live We Trust, una colección consistente de material filmado y grabado en diversas presentaciones en vivo durante el 2004. En el 2005, In Flames decidió firmar con un sello discográfico adicional de manera que sus futuros lanzamientos pudieran tener una mejor distribución en América del Norte. El 2006, vio el lanzamiento de Come Clarity en América del Norte a través de Ferret Music y en otros lugares a través de Nuclear Blast. Este álbum se convirtió en el primer álbum de la banda en alcanzar el primer lugar en las listas de popularidad suecas. Ese mismo año, In Flames estuvo de gira con Sepultura, co-encabezó una gira con Lacuna Coil en los EE. UU., participó en The Unholy Alliance Tour, fue una de las bandas estelares en la gira Sounds of the Underground, y tocó en el escenario principal en el Download Festival.
En el 2007, la banda tocó en Dubái en el festival anual, Dubái Desert Rock Festival. In Flames también se presentó en el festival, Bloodstock Open Air en agosto de 2007.

### A Sense of Purpose(2008-2009)
In Flames terminó de grabar su noveno álbum de estudio en octubre de 2007 en su propio estudio, IF Studios, (con sede en Gotemburgo, Suecia) ocupando el local que originalmente albergara al conocido Studio Fredman. Junto con las sesiones de grabación, la banda publicó “los diarios de estudio” en su sitio web oficial. Los cuales documentaban el proceso de grabación.
El 24 de enero la banda confirmó que habían grabado un vídeo para el próximo lanzamiento de su sencillo «The Mirrors Truth», y publicó fotos del video en su perfil oficial de Myspace.
In Flames figuró en la tercera gira Gigantour con Megadeth, Children of Bodom, Job for a Cowboy, y High On Fire.
El 4 de abril de 2008, In Flames lanzó su 9 º álbum de estudio, A Sense of Purpose. El primer sencillo del nuevo álbum se titula «The Mirror's Truth» el cual fue lanzado en Europa el 7 de marzo de 2008.
In Flames se ha presentado en el Metaltown Festival, Metalcamp, Graspop Metal Reunión, Nova Rock Festival, Rock am Ring y Rock im Park, Gigantour y Download Festival en junio de 2008.
A finales de agosto de 2008, In Flames grabó un vídeo para «Alias», que será el segundo sencillo de A Sense of Purpose.
El 25 de marzo de 2009 la banda publica el videoclip de la canción «Delight And Angers», convirtiéndose así en el tercer sencillo de A Sense of Purpose.

### Salida de Jesper Strömblad ySounds Of A Playground Fading(2010-2013)
El 12 de febrero de 2010 Jesper Strömblad deja el grupo debido a su adicción con el alcohol, dando el siguiente comunicado:

He decidido que es mejor que me vaya de In Flames y dejar la banda de forma permanente.

Los últimos 17 años han sido una explosión, y me siento orgulloso de haber sido parte de este gran viaje, junto con personas de gran talento con quienes he tenido el privilegio de trabajar y entablar una amistad.

También soy el tipo más afortunado del mundo, ya que tengo a los mejores fanáticos del mundo, ya que son ellos quienes me han apoyado durante los tiempos difíciles. Significa todo para mí, y estoy decidido a luchar y derrotar a mis demonios de una vez por todas.... y con la ayuda de ustedes, estoy de nuevo en mi camino.

De hecho, estoy lejos de la música, del metal, y seguiré lo que mi destino me depare, así que asegúrense de saber de mí en el futuro.

…¡Que la Fuerza esté con ustedes!

En una declaración más reciente Anders dijo que en realidad Jesper salió porque la relación entre los integrantes con él no estaba del todo bien.
Strömblad salió definitivamente de In Flames a principios del 2010, siendo este el único miembro fundador, lo que significa que actualmente la banda no posee ningún integrante que haya estado en ella desde sus orígenes y los más antiguos hasta ahora (Anders y Björn) se unieron poco antes del lanzamiento de «The Jester Race».
In Flames anuncio en la página oficial de sus fanes que entrarían en estudio entre septiembre y octubre del 2010 y con una fecha de lanzamiento programada para abril o mayo del 2011.
A principios de 2010, In Flames colaboró con Péndulum en su tercer álbum de estudio, Immersión . La canción, titulada «Self Vs. Self», es una de las tres colaboraciones en el álbum.
El 11 de octubre de 2010, In Flames entró IF Studios en Gotemburgo para comenzar a grabar su nuevo álbum, Sounds of a Playground Fading. El 25 de enero de 2011, se anunció que la grabación del nuevo álbum fue terminado y que el álbum está siendo mezclado. El álbum fue grabado con el productor Roberto Laghi y fue anunciado por un mayo o junio de 2011.
El 17 de enero de 2011, se anunció que In Flames se actuará en el Sonisphere Festival en Knebworth.
In Flames fue borrado de las listas de bandas firmadas por Nuclear Blast para ser firmada poco después por Century Media.
In Flames declaró que «Deliver Us» como su siguiente sencillo el cual fue lanzado el 6 de mayo de 2011.

### Siren Charms(2014)
In Flames comenzó a grabar su undécimo álbum de estudio en agosto de 2013. El 10 de abril de 2014, en el sitio web de In Flames website parecía haber sido hackeado. El presunto hacker amenazó con filtrar información al día siguiente. La banda publicó en su Facebook: «Hemos encontrado algunos problemas con respecto a nuestras plataformas en línea. Queremos asegurarles que ninguna información de miembro Jesterhead ha sido comprometida, y nuestro equipo está trabajando en una solución ahora mismo. Nos disculpamos por los inconvenientes». Sin embargo, el sitio no fue realmente hackeado. Al día siguiente, la página web de la banda se actualizó con un enlace a la supuesta fuga. Un breve video anunció que el nuevo álbum se titula Siren Charms. El álbum fue lanzado en septiembre bajo el nuevo sello discográfico de la banda, Epic Records.

### Battles(2016)
A comienzos de 2016, In Flames comenzó a grabar el nuevo álbum en Los Ángeles, y terminó la grabación en abril. La fecha de lanzamiento será el 11 de noviembre de 2016.
El 25 de agosto de 2016, In Flames subió un nuevo tema a YouTube llamado "The End" junto con una nueva imagen de perfil con el logo de In Flames acompañado de la palabra "Battles". El mismo día se reveló que "Battles" sería el título del duodécimo disco de estudio, cuyo lanzamiento será el 11 de noviembre de 2016 a través de Nuclear Blast, sello discográfico con el que firmaron un nuevo contrato en junio de 2016 . Al día siguiente, publicaron un nuevo sencillo a través de YouTube llamado "The Truth".
El 17 de septiembre, la banda anunció en su página de Facebook que Joe Rickard, anteriormente en la banda de rock RED, y que ejerció de batería en las sesiones de grabación se convierte en batería permanente de la banda, reemplazando a Daniel Svensson.

### I, The Mask  (2019)
El 14 de diciembre de 2018, In Flames anunció que su 13 er álbum titulado "I, The Mask". Se lanzó el 1 de marzo de 2019. Como parte de este anuncio, lanzaron dos singles del próximo álbum titulado "I Am Above" y "(This Is Our) House". El video musical de "I Am Above" presenta al actor sueco Martin Wallström y no muestra a ningún miembro de la banda. El video lírico publicado para "(This is our) House" presenta imágenes de un concierto en vivo del festival de música "Borghlom Brinner" en Suecia.
Según guitarworld.com, el álbum fue producido por Howard Benson, mezclado por Chris Lord-Alge y masterizado por Ted Jensen. El 10 de enero de 2019, el video lírico de "I, The Mask", la canción principal del álbum, se lanzó a través del canal Nuclear Blast Records YouTube.

### Foregone (2023)
El 15 de septiembre de 2022, In Flames anunció que su decimocuarto álbum de estudio, titulado Foregone, sería lanzado el 10 de febrero de 2023.

## Estilo musical, influencia y el logotipo

### Death metal melódico
In Flames, junto con Dark Tranquillity y At The Gates, fue pionera en lo que ahora se conoce como death metal melódico. Los miembros fundadores de las tres bandas vivían en el área de la ciudad sueca de Gotemburgo, y todos eran amigos que compartían el mismo interés musical. A la larga, ese grupo de amigos se ramificó en tres bandas con la misma dirección musical, In Flames, Dark Tranquillity, y At the Gates.
Jesper Strömblad formó In Flames para escribir música que combinara el estilo de guitarra de Iron Maiden con la brutalidad del death metal, algo que Jesper declaró que nunca había oído a una banda hacer. Al escribir canciones, Jesper decidió hacer uso del teclado, algo que es poco frecuente en el death metal. Desde el debut de su álbum, Lunar Strain, la banda ha hecho uso del teclado, pero se ha negado hasta el día de hoy a contratar a un teclista a tiempo completo.

### Estilo
El estilo musical de In Flames se caracteriza por el uso constante de la armonización de las líneas melódicas de la guitarra junto con el gritar al cantar. A principios de álbumes como The Jester Race, In Flames muchas veces empleaba dos guitarras armonizadas tocando sobre una guitarra rítmica. Sin embargo, dado que la banda sólo tiene dos guitarristas, descubrieron que les era difícil reproducir esas canciones en vivo. Es por eso que desde Reroute to Remain se han centrado en escribir canciones con la intención de tocarlas en vivo. En el álbum Soundtrack To Your Escape, la banda se enfocó menos en las melodías de guitarra, dando lugar a la inclusión de más sintetizadores. Sin embargo, esto no ha continuado en álbumes subsecuentes.
El estilo vocal de In Flames se caracteriza por el uso de una voz gruñida o gritada complementada a veces por una voz limpia. En los últimos discos como Come Clarity, la banda hace más uso de la voz limpia, especialmente durante los coros. Las letras de In Flames han variado durante su carrera. Al principio en álbumes como The Jester Race y Whoracle, las letras de las canciones se centraban en la astrología, la humanidad, y otros temas globales. En los últimos discos como Soundtrack to Your Escape y Come Clarity, In Flames se enfocó más en escribir sobre cuestiones personales, pensamientos, y otros temas introspectivos.
Desde el lanzamiento de Reroute to Remain en el 2002, los seguidores de In Flames se han separado debido a la gradual modificación de estilo, hacia un sonido alternativo de más apego a las masas. Algunos fanáticos prefieren álbumes más pesados, con una influencia mayor de death metal, como lo son Lunar Strain y Whoracle, y esto ha llevado a que los fanáticos del estilo antiguo de la banda los denominen como «vendidos». Sin embargo, In Flames tiene una sólida y creciente multitud de admiradores en todo el mundo.

### Influencia
In Flames, siendo uno de los pioneros de un nuevo género musical, han influido en muchas bandas y sobre todo han tenido una influencia directa en el metalcore melódico. Muchas bandas de metalcore como Killswitch Engage, Chimaira, Darkest Hour, As I Lay Dying y Still Remains nombran a In Flames como una de sus mayores influencias. In Flames es también una influencia directa en muchas de las bandas de death metal melódico que le han seguido. Bandas de death metal melódico como The Black Dahlia Murder, Insomnium,  Omnium Gatherum, Blood Stain Child, incluyen a In Flames como una de sus mayores influencias. Ya que fueron uno de los primeros en su estilo, no citan la influencia de otras bandas de death metal melódico, pero en su lugar citan a bandas como Iron Maiden, Tool, Queensryche, y Alice in Chains como sus mayores influencias. Se puede reconocer la influencia de Tool en muchas canciones de In Flames, sobre todo en sus más recientes álbumes. Queensryche es evidente en la forma en que interrumpen muchas de sus canciones con elementos acústicos o suaves. La afinación de las guitarras como Alice in Chains y los riffs pesados también son evidentes en muchas canciones de In Flames.

### The Jester Head
Cuando In Flames grabaron su segundo álbum, The Jester Race, Anders Fríden y Niklas Sundin (de Dark Tranquillity) tuvieron la idea de crear un símbolo o mascota para la banda; el resultado fue Jester Head. Este hizo su primera aparición el la portada del ya mencionado álbum The Jester Race y desde entonces, ha estado presente en la mayoría de los álbumes de In Flames, en su publicidad y en su sitio web.

## Composiciones
A lo largo de su carrera, In Flames ha variado mucho el contenido de sus letras. En álbumes como The Jester Race y Whoracle tenían un gran enfoque en la astrología, la humanidad y otras cuestiones mundiales.
En los álbumes más recientes, los textos de las canciones lidian más con la amistad y los problemas personales.
Como lo declaró Anders Fridén:
«Entrevista con Anders Fridén» (en inglés). 2 de agosto de 2005. Archivado desde el original el 25 de junio de 2008. Consultado el 20 de enero de 2009. «Creo que nos alejamos de todas las palabras léxicas, como cuando tratas de encontrar palabras extrañas en el diccionario. Estoy tratando de comunicarse con la gente más últimamente. Tenemos que pensar en esto todo el tiempo porque tenemos fanes viejos y fanes más jóvenes, fanes que han estado con nosotros durante mucho tiempo, y nuevos fanes. Me gusta comunicarme con todos ellos. Quiero decir, antes estaba bien usar todas esas palabras extravagantes, pero ahora quiero ser más directo. He cambiado mi forma de escribir.»

## Premios
In Flames ha sido galardonado con cuatro premios Grammys (el equivalente sueco de los premios Grammy), hasta la fecha. En el 2005, In Flames ganó su primer premio Grammis en la categoría de Best Hard Rock / Metal Álbum por Soundtrack to Your Escape. En el 2006, In Flames ganó el Premio de Exportación Sueca, su segundo premio Grammis. In Flames fue la primera banda de metal en ganar ese premio y el ministro de economía sueco en ese momento, Thomas Östros, fue citado diciendo "Gracias a In Flames, Suecia tiene ahora una banda de metal en la élite mundial". "En el 2007, In Flames, una vez más, ganó la categoría de Best Hard Rock / Metal Álbum por Come Clarity. También han ganado el premio a la «Mejor Banda Internacional» de los Metalhammer Golden Gods en 2008. En el 2009 ganó otro premio Grammis (Best Hard Rock) por A Sense of Purpose.

## Miembros

### Miembros actuales
- Anders Fridén: vocalista (1995-presente)
- Björn Gelotte: guitarra líder (1998-presente), batería (1995-1998)
- Chris Broderick - guitarra rítmica (2020-presente)
- Tanner Wayne: batería (2018-presente)
- Liam Wilson: bajo, coros  (2024-presente)

### Exmiembros
- Mikael Stanne: vocalista (1993-1994)
- Henke Forss: vocalista (1994-1995)
- Glenn Ljungström: guitarra (1993-1997)
- Johan Larsson: bajo, coros (1993-1997)
- Jesper Strömblad: guitarra rítmica (1995-2010), teclado (1993-2010), batería (1993-1995)
- Daniel Svensson: batería (1998-2015)
- Peter Iwers: bajo (1997-2016)
- Joe Rickard: batería (2016-2018)
- Niklas Engelin: guitarra (1997-1998, 2006, 2009, 2011-2020)
- Bryce Paul Newman: bajo, coros  (2017-2023)

### Músicos de estudio
| Nombre            | Instrumento         | Álbum(es)                                                                                                   |
| ----------------- | ------------------- | --- |
| Carl Näslund      | guitarra            | Lunar Strain (1993)                                                                                         |
| Mikael Stanne     | voz                 | Lunar Strain (1993)                                                                                         |
| Anders Jivarp     | batería             | Subterranean (1994)                                                                                         |
| Daniel Erlandsson | batería             | Subterranean (1994)                                                                                         |
| Henke Forss       | voz                 | Subterranean (1994)                                                                                         |
| Fredrik Nordström | teclado             | The Jester Race (1995)                                                                                      |
| Charlie Storm     | teclado             | Colony (1999) y Clayman (2000)                                                                              |
| Lisa Miskovsky    | voz                 | Come Clarity (2006)                                                                                         |
| Örjan Örnkloo     | teclado             | Reroute to Remain (2002), Soundtrack To Your Escape (2004), Come Clarity (2006) y A Sense of Purpose (2008) |
| Magnus            | técnico de guitarra | Soundtrack To Your Escape (2004)                                                                            |

## Discografía
Álbumes de estudio
- 1994: Lunar Strain
- 1996: The Jester Race
- 1997: Whoracle
- 1999: Colony
- 2000: Clayman
- 2002: Reroute to Remain
- 2004: Soundtrack To Your Escape
- 2006: Come Clarity
- 2008: A Sense of Purpose
- 2011: Sounds Of A Playground Fading
- 2014: Siren Charms
- 2016: Battles
- 2019: I, the Mask
- 2023: Foregone